# Lamponova
Lamponova là một chi nhện trong họ Lamponidae.